# Achica Arriba
Achica Arriba es una localidad boliviana perteneciente al municipio de Viacha de la provincia de Ingavi en el departamento de La Paz. En cuanto a distancia, Achica Arriba se encuentra a 35 km de La Paz, la sede de gobierno del país, y a 194 km de Oruro. La localidad forma parte de la Ruta Nacional 1 de Bolivia (doble vía). 
Según el último censo de 2012 realizado por el Instituto Nacional de Estadística de Bolivia (INE), la localidad cuenta con una población de 1.947 habitantes y está situada a 3.937 m s. n. m.

## Demografía
| Año  | Población | Fuente |
| ---- | --------- | ------ |
| 1992 | 709       | Censo  |
| 2001 | 1147      | Censo  |
| 2012 | 1947      | Censo  |